# José Luis Saso
José Luis Saso Vega (Madrid, 29 de enero de 1927 - Valladolid, 15 de septiembre de 2006) fue un futbolista español. Jugaba en la posición de guardameta y desarrolló la práctica totalidad de su carrera deportiva en el Real Valladolid, club en el que fue jugador, entrenador, secretario técnico y presidente.

## Biografía

### Inicios como jugador
En la temporada 43-44, el Real Madrid inscribió un equipo de reservas para que estos no se amuermaran en el campeonato regional de primera. Como se trataba de equipos profesionales contra amateurs, los resultados no contaron para los dos equipos profesionales inscritos: el Real Madrid y el Atlético de Madrid. Sus resultados contaron para una competición creada ex-profeso, la copa Ramón Triana. Fue durante el transcurso de esta pretemporada, cuando Saso debutó con el Real Madrid en un amistoso frente al Cacereño el 2 de diciembre de 1943, con tan solo 16 años, sustituyendo en el descanso a Marzá. Tras su paso por el Madrid, recaló en el filial del Atlético de Madrid, en el C. D. Málaga y nuevamente en el Atlético de Madrid, conjunto con el que debutó en Primera División en 1947 en un partido frente al Real Murcia. Fichó por el Real Valladolid de Helenio Herrera en la temporada 1948/49, preparándose así el debut blanquivioleta en la máxima categoría del fútbol español. Debutó en la 11.ª jornada frente al F. C. Barcelona.
Se afianzó en la portería vallisoletana, de la que fue un fijo durante diez temporadas, disputando la final de Copa en 1950 frente al Athletic Club y siendo parte activa en la época dorada de comienzos de los años 1950 del club pucelano, en la que sus duelos con Alfredo Di Stéfano se volvieron célebres.
Es también digno de reseñar que nunca fue internacional, pero sí fue convocado por el combinado nacional en una preselección de cara al Mundial de 1950.
Se retiró el 4 de mayo de 1958 en el partido disputado frente a la Unión Deportiva Las Palmas en el Estadio Insular de Las Palmas de Gran Canaria.

### Como entrenador y presidente
Nada más retirarse, se convirtió en entrenador del club vallisoletano para tratar de salvarlo del descenso, algo que no pudo conseguir. El club solamente estuvo un año en Segunda y bajo su mando retornó a Primera.
Saso, viajó entonces a Uruguay y Argentina en busca de jóvenes talentos accesibles para la maltrecha economía del club, y regresó con dos uruguayos, Benítez y Endériz, y tres argentinos, Solé, Aramendi y Bagneras, aunque este último fue cedido y solamente produjo beneficio económico. Consiguió mantener la categoría y permaneció como entrenador hasta la temporada 1960/61.
Tras su salida de Valladolid entrenó durante seis temporadas al R. C. D. Mallorca, así como al Español.
Regresó al entorno blanquivioleta en 1965, convirtiéndose en presidente de la entidad, cargo que ocupó por dos años.
Entrenó al Real Valladolid en otras tres ocasiones, en la campaña 1969/70, en la 1976/77 y en la 1992/93.
Desde 1993 hasta su muerte en 2006 ejerció como consejero de la entidad.

### Dedicado al fútbol base
En 1996 fundó junto a su hijo Luis una escuela de fútbol llamada C.D. José Luis Saso con sede en Valladolid, dedicada a la formación de jugadores desde 4 años. Su sede inicial estaba en el Colegio Maristas la Inmaculada de Valladolid, donde aprovechaban un campo de tierra para comenzar la formación de jóvenes de todas las procedencias. Allí comenzó la andadura en el mundo del fútbol. Los partidos oficiales se disputaban en el campo de La Rubia de Valladolid, aunque con el paso de los años movieron su sede a Los Cerros y sus instalaciones deportivas, que comparte con el C.D. San Pío X.
Allí entrenan y juegan los equipos de distintas categorías, desde alevines a aficionados. 
Son unos equipos modestos, cuya aspiración es que los niños disfruten del fútbol y se relacionen con sus compañeros, pues la saga de José Luis, Luis y Borja Saso ha seguido centrando sus esfuerzos en que los jóvenes aprendan con el fútbol, pues como dice Luis, hijo del exportero del Valladolid, "Aquí venimos a divertirnos, ganar viene después".
Su signo de identidad es una camiseta a rayas negras y azules, con pantalón y medias también negras, al modelo del Inter de Milán.

## Clubes

### Como jugador
| Club                      | País          | Año           | PJ  |
| ------------------------- | ------------- | ------------- | --- |
| Atlético Aviación         | España        | 1945-1947     | 4   |
| Atlético de Madrid        | España        | 1947-1947     | 13  |
| Real Valladolid Deportivo | España        | 1948-1958     | 176 |
| Total carrera             | Total carrera | Total carrera | 193 |

### Como entrenador
| Club                      | País   | Año       | P   | PG  | PE | PP  | Puntos % |
| ------------------------- | ------ | --------- | --- | --- | -- | --- | -------- |
| Real Valladolid Deportivo | España | 1957-1961 | 91  | 40  | 12 | 39  | 48.36    |
| España sub-21             | España | 1959-1961 | 4   | 1   | 1  | 2   | 33.33    |
| R. C. D. Mallorca         | España | 1960-1961 | 20  | 11  | 1  | 8   | 56.67    |
| R. C. D. Español          | España | 1961-1962 | 16  | 5   | 3  | 8   | 37.5     |
| R. C. D. Mallorca         | España | 1961-1963 | 46  | 16  | 6  | 24  | 39.13    |
| Real Valladolid Deportivo | España | 1969-1970 | 23  | 6   | 6  | 11  | 34.79    |
| R. C. D. Mallorca         | España | 1970-1973 | 42  | 13  | 16 | 13  | 43.65    |
| Real Valladolid Deportivo | España | 1976-1977 | 27  | 12  | 6  | 9   | 51.85    |
| Real Valladolid Deportivo | España | 1992-1993 | 20  | 10  | 8  | 2   | 63.33    |
| Total                     | Total  | Total     | 289 | 114 | 59 | 116 | 46.26    |